# Včela medonosná syrská
Včela medonosná syrská (Apis mellifera syriaca) je poddruh včely medonosné, někdy též nazývaná palestinská, pocházející z severní Sýrie, Libanonu, Palestiny, jižního Izraele, Negevské pouště a  údolí řeky Jordán až do Jordánska.

## Taxonomie
Genetická analýza provedená na včelách medonosných z více míst v Jordánsku ukázala, že všechny včely byly syrské, bez zjistitelné introgrese (hybridizace) z evropských poddruhů, dokonce ani v lokalitách kde se vyskytovaly včely vlašské. Autoři nebyli schopni vysvětlit zjevný nedostatek hybridizace.

## Charakteristia
Ve studii z roku 2013 bylo prokázáno, že mají srovnatelné hygienické chování jako včela kraňská z Evropy (které, pokud je dostatečné, může vést k odolnosti vůči Varroa destructor). Bylo pozorováno, že se adaptovala na útoky sršňů (Vespa orientalis) a vlhy (Merops orientalis) tím, že zůstanou v úlu, aby se bránily útokům. 
Včely syrské nají vyšší míru agresivity, omezené plodování během nejteplejších měsíců, nadměrnou rojivost a produkci rojových matečníků. Mají ojedinělý zvyk chovat více neoplodněných královen ve včelstvu (ve kterém chybí včelí matka), dokud se nová matka úspěšně nespáří, čímž se snižuje riziko, že se včelstvo stane bezmatečné. 
Jejich uváděné velmi nízké výnosy medu spolu s vyšší mírou agresivity a výraznou rojivostí je činí nevhodnými pro moderní včelařství. V důsledku toho jsou do oblasti pravidelně dováženy včelí matky a včelstva plemen včel vlašských a kraňských z Evropy.